# Pic de Salòria
El Pic de Salòria o Bony de Salòria és una muntanya de 2.789 metres situada als Pirineus, entre els municipis de les Valls de Valira a l'Alt Urgell i d'Alins al Pallars Sobirà. És el cim més alt de la comarca de l'Alt Urgell i forma part del Parc Natural de l'Alt Pirineu. El nucli de població més proper és Os de Civís. El Salòria domina les valls d'Os de Civís i de Conflent i és el punt culminant de la carena que delimita la part nord de l'Alt Urgell amb el Pallars Sobirà. Pel NE la carena prové del Port de Cabús o Port de Cabrís, on s'acaba la pista forestal que ve de Tor, i per l'O del Portarró de Sabollera. Per la part SE limita amb el coll de Conflent. Presenta una morfologia suau i amable que es cobreix de vegetació gairebé al complet exceptuant el període d'innivació.
Des del cim, on s'hi troba un vèrtex geodèsic (referència 270072001), es gaudeixen d'unes fantàstiques vistes de la Serra del Cadí, de la Torreta de l'Orri i de la Pica d'Estats entre d'altres.
Aquest cim esta inclòs al llistat dels 100 cims de la FEEC.

## Rutes
La ruta més utilitzada a l'estiu és la que parteix des del coll de Conflent. Des del coll no es veu el pic sinó un ascens de tartera i vegetació d'escobes amb dos petits sortints rocallosos a dos nivells d'alçada. L'ascens no és gaire complicat però és lent si no s'està habituat. Passat el darrer sortint rocallós el pendent se suavitza i se segueix la carena fins a arribar al pic. Durant tot l'ascens la vista és privilegiada i en arribar al pic podem observar clarament alguns dels pics més alts del Pirineu.

## Curiositats

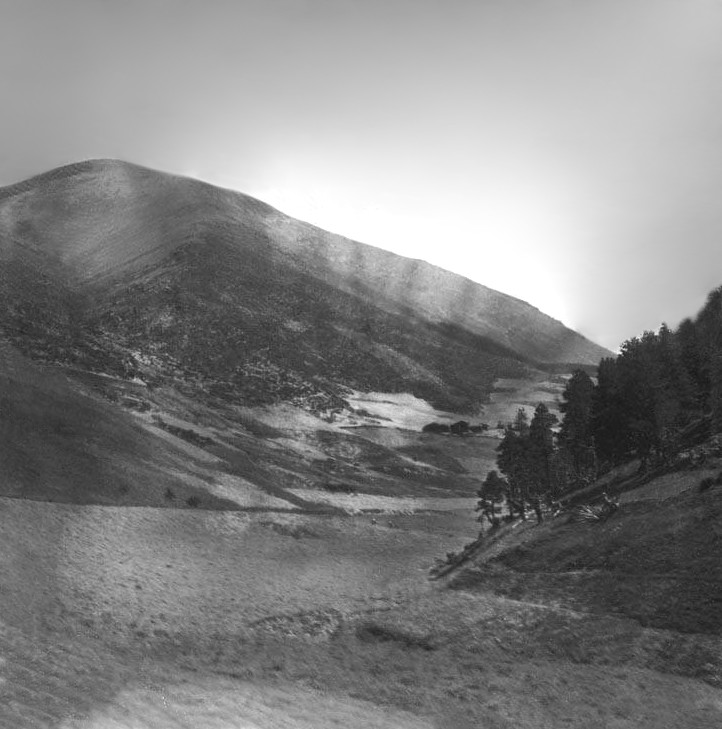
El Bony de Salòria i Bordes de Civis cap al 1900

Els estius dels 1882 i 1883, Mossèn Jacint Verdaguer, conegudíssim poeta català, realitzà dues travesses pel Pirineu que el portà a ascendir el Pic de Salòria i que culminà amb la coronació de l'Aneto, la Pica d'Estats i el Canigó entre d'altres.
El 7 de març de 1884 relatà aquestes excursions en una conferència realitzada a la sala d'actes del Centre Excursionista de Catalunya (CEC) on narrà el següent fragment referint-se a les vistes que hi ha des de dalt del pic.
“Lo panorama és igual, si no millor, que el de Rubió. Lo Pirineu se deixa veure des del cim de la vall d'Aran fins a Soldeu, clapejat de congestes tot ell, i blancs de neu sos cims més elevats. Lo Pallars no es veu tant com des de Rubió, per quedar Salòria a un costat, mes, en canvi, se poden seguir totes les grans i petites serres d'Andorra."
“Fins a Meranges. A migdia es domina la serra de Bescaran, i a l'extrem del pelat i feréstec Cadí, com un punt final digne de tan enorme ratlla, se veu la muntanya de la Vansa. La serra de Fórnols li fa costat. Se veu Rubió a la vora. Boumort més lluny i Montsec a últim terme, i més a prop valls rientes i hermoses, aigües i fonts, pradells i boscúries immenses"
JACINT VERDAGUER, Excursions i viatges, dins "Obres completes" 1943